# Peking Express VIP
Peking Express VIP is een Nederlands televisieprogramma op Net5, waarin 6 duo's van 12 bekende Nederlanders met een budget van een halve euro per dag moesten liften door India. Er deden geen Belgen mee. Ze werden gedropt in het noorden en werden 3 weken later verwacht in het zuiden, ongeveer 4000 km verderop. Natuurlijk was de race weer verdeeld in 10 etappes. De presentatie werd wederom gedaan door Art Rooijakkers. Het traject voerde de Vips langs de heilige Ganges, over de Himalaya, door de drukte van Delhi, langs paleizen van maharadja's, door de jungle van Jabalpur, over de droge plateaus van Haiderabad, dwars door de tropen naar de Indische Oceaan.
In 2007 werd Peking Express genomineerd voor de Gouden Roos in Montreux, een prestigieuze Europese prijs voor amusementsprogramma's.

## Etappe-overzicht
| Etappe | van       | naar          |
| ------ | --------- | ------------- |
| 1      | Gangotri  | Dehra Dun     |
| 2      | Dehra Dun | Delhi         |
| 3      | Delhi     | Shivpuri      |
| 4      | Shivpuri  | Jabalpur      |
| 5      | Jabalpur  | Nagpur        |
| 6      | Nagpur    | Hyderabad     |
| 7      | Hyderabad | Bangalore     |
| 8      | Bangalore | Ooty          |
| 9      | Ooty      | Kochi (India) |

## Deelnemers
Deelnemers (in volgorde van afvallen):
- Joep Sertons en Marian Mudder
- Guido Weijers en Maxim Hartman
- Bas Westerweel en Bob de Jong
- Hanna Verboom en Terence Schreurs
- Regina Romeijn en Pieter Storms

Winnaars Peking Express VIP
- Bart Veldkamp en Chimène van Oosterhout

Landen: Nederland & Vlaanderen · Frankrijk · Duitsland · Noorwegen, Zweden & Denemarken · Spanje 

Nederlandse seizoenen: 2004 · 2005 · 2006 · 2007 · 2008 · 2012 · 2017

Zie ook: Peking Express VIP · In het spoor van Peking Express · Kanakna